# Завалів
Зава́лів — село в Україні, у Підгаєцькій міській громаді Тернопільського району Тернопільської області. Розташоване у південно-західній частині району на правому березі річки Золота Липа. До 1990 року належало до Бережанського району.

## Географія
Розташоване на Опіллі (Подільське горбогір'я) — західній частині Подільської височини. До села приєднано хутір Кам'яна Гора. У зв'язку з переселенням жителів, хутір Замче виключений з облікових даних.
У селі є річка Яблунівка, яка впадає у Золоту Липу.

## Історія

### Археологічні знахідки
На території Завалова були знайдені сліди давніх поселень, зокрема, бронзовий меч доби пізньої бронзи.

### Походження назви
Нова назва села походить від трьох валів, що оточують село ще з часів Княжої доби. Перший вал — це гора Карачин, що перетинає дорогу до Галича. Ця околиця ще й сьогодні називається «Вал». Другий вал — Кам'яна Гора. Саме за ним стояло військо воєводи Романа, і тут був розташований василіянський монастир святого Миколая Третій вал розташований у напрямку села Носова.

### Письмові згадки
Згадка про існування села є ще в літописних записах Західної Словенії VIII століття.
Перша письмова згадка — у 1310 році, наступна — у 1395 році (поселення — власність І. Унгаруса).
Ще одна письмова згадка про Завалів — переказ-легенда, згадана отцем Йоаникієм Галятовським, архімандритом Чернігівським, у книзі «Небо новоє», написаній у 1665 році, у розділі «Чудо 17-те».

## Історія села
З 1395 року землі над Золотою Липою посідав Іваниш Унгарус (Іван Угрин), шляхтич гербу і роду Сас, який переселився сюди з Волохії. У 1438 році внуки Іваниша поділили землі — старший, Іван Завиша, отримав Гнильче і Лису, а молодший, Станислав — Завалів і Посухів біля Бережан. Рід Станислава був пізніше названий Завалівським, про що йдеться й у люстрації короля польського Казимира Ягеллонського.
Шляхтичі Бучацькі, гербу Абданк, якийсь час володіли Заваловом.
Пізніше власниками Завалова були Маковецькі, гербу Пом'ян.
У вересні 1655 року через Завалів переходили козацькі відділи гетьмана Богдана Хмельницького, хоч головні війська і сам гетьман йшли через Підгайці на Львів. Панські посілості тоді були знищені, хоча невідомо, чи козаки здобували замок.
У вересні 1675 року татарська армія під проводом візира Ібрагіма Шишмана здобула і знищила замок, а всіх Маковецьких взяла в полон. Після сімох років неволі, Маковецькі були викуплені і повернулися в Завалів. Після смерті Рафаеля Маковецького у 1689 році Завалів одідичив Ян Станіслав Яблоновський. У 1725 році або у березні 1729 року Завалову було надано маґдебурзьке право. У другій половині XIX століття у Завалові був 191 будинок і 1285 мешканців (698 греко-католиків, 587 римо-католиків, 12 німців, 17 євреїв, інші — вірмени). У місті були цегляний костел, Миколаївська церква та синагога.

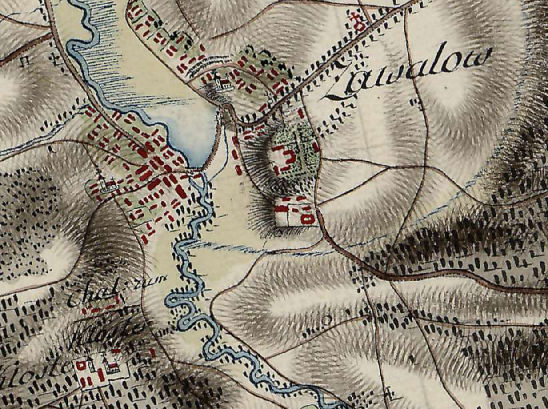
Завалів на мапі XVIII століття

На мапі XVIII століття чітко видно Завалівський замок та монастир в лісі.
Княжна Теофіля (Теофіла Стшежислава — барська конфедератка, дружина коронного крайчого Юзефа Сапеги), дочка князя Юзефа Александра Яблоновського та його першої дружини Кароліни Терези Радзівілл, під кінець XVIII століття продала свої завалівські посілості Йосипові Груї, котрий вже посідав Горожанку, а Станіслав Груй, його син, продав посілості Мошинським, які були власниками Литвинова. Близько 1847 року ці землі у Фредерика Мошинського викупив віденський адвокат, українець з боярського роду, д-р Климентій «Климко» Рачинський. Згідно його заповіту, після його смерті спадок перейшов Олександру Рачинському. Саме Климентію Рачинському село завдячує появі отця Дмитрія Гузара.
Дмитро Гузар (1823—1908), котрий більше ніж півстоліття був парохом села Завалів, покоїться разом із дружиною на цвинтарі у завалівській землі, його правнуком є Блаженніший Любомир. До Завалова о. Дмитро Гузар приїхав у 1856 році. Служив тут у парафії до 1908 року. Мав синів Володимира і Євгена, а в с. Завалів ще народилися син Лев (дід Любомира Гузара) та Ольга (у майбутньому письменниця, перекладачка, дружина Володимира Левицького). Блаженніший Любомир побував і помолився за своїх родичів на цвинтарі у Завалові.
У 1833 році Завалів постраждав від епідемії холери.
У 1883 році на Великдень визначний український філософ і письменник Іван Франко гостював у с. Завалів (у місцевого священика о. Дмитра Гузара). У церкві увагу Івана Франка привернули два образи над дияконськими дверима іконостасу, через місяць з'явилася його стаття під назвою «Два образи в церкві Завалівській». Також Франко у церкві співав з людьми «Христос воскрес із мертвих».
У містечку якийсь час діяв водолікувальний заклад, який згорнув діяльність, та був переведений до Моршина.
Під впливом революційних подій у Росії восени 1905 року відбувся страйк сільськогосподарських робітників, жорстоко придушений поліцією.
Наприкінці червня 1915 року Січові Стрільці дійшли до Золотої Липи і стали під Заваловом. Обабіч Завалова зайняла фронт 55-а дивізія австрійської Південної армії. До цієї дивізії входили два курені Українських Січових Стрільців. Два куріні стояли в лісах, поблизу Маркови і у Карачинському лісі неподалік від Завалова, майже два місяці. 9 серпня другий курінь перебазувався ближче до Завалова, а перший — на його місце до Карачинського лісу — у запас 130-ї бригади. Звідси він 17 серпня повернувся до становища поблизу Маркової. Це описав д-р Осип Назарук у книжечці «УСС над Золотою Липою». 27 серпня 1915 року в бою під Заваловом загинув геройською смертю чотар Іван Балюк, молодий письменник, один з ідейних провідників стрілецтва. Після переможного бою під Заваловом, 28 серпня, стрільці рушили на схід.

### Радянський період
У серпні-вересні 1920 року в селі встановлена Радянська влада.
У 1941 році організоване колективне господарство, яке відновило роботу у 1948 році. В Завалові розміщувалася центральна садиба колгоспу «Іскра». За ним закріплено 1,6 тис. га земельних угідь, у тому числі 1,4 тис. га орної землі.
З 1947 року в селі існувала комсомольська організація, що налічувала 180 членів ВЛКСМ, а створена у 1948 році, партійна організація налічувала 22 члени.
Станом на 1928 рік у Завалові діяв «Народний Дім» товариства «Просвіта».
У різні роки до Радянського періоду на території Завалова діяли:
- читальня товариства імені Качковського москвофільського спрямування. Через непопулярність русофільських ідей в Галичині та погіршення фінансового становища, близько 1890 року приміщення читальні перейшло до «Просвіти»;
- гурток товариства Рідна школа;
- самоосвітній гурток;
- театральний гурток і хор;
- господарсько-кредитове товариство «Поміч» (зареєстроване у 1908 році на правах Народної торгівлі);
- кооператива «Злука» з обмеженою порукою, заснована у 1911 році на статуті Краєвого товариства «Народна торгівля» під контролем Ревізійного союзу українських кооператив;
- гурток українського господарського товариства «Сільський господар» заснований ще перед першою світовою війною і підпорядковувався Краєвому товариству «Сільський господар»);
- пожежне товариство «Січ» засноване після першої світової війни і проіснувало до 1930-х років;
- товариство Сокіл;
- пасічництво;
- ринок, ресторан і харчова крамниця, крамниця з одягом, крамниця з залізними виробами, м'ясарня;
- два млина: один — гречано-крупний — для селян, інший — купецький, великий млин «Американ», що згорів у 1915 році.[2]

### Незалежна Україна
З 26 жовтня 2018 року розпочала чергування місцева пожежна бригада. Вогнеборці дбають про безпеку мешканців ще 12 населених пунктів. На озброєнні у працівників МПК була автоцистерна.
12 червня 2020 року, відповідно до розпорядження Кабінету Міністрів України № 724-р «Про визначення адміністративних центрів та затвердження територій територіальних громад Тернопільської області» увійшло до складу Підгаєцької міської громади.
19 липня 2020 року, в результаті адміністративно-територіальної реформи та ліквідації Підгаєцького району, село увійшло до складу Тернопільського району.

## Населення

### Мова
Розподіл населення за рідною мовою за даними перепису 2001 року:
| Мова       | Кількість | Відсоток |
| ---------- | --------- | -------- |
| українська | 471       | 99.79%   |
| російська  | 1         | 0.21%    |
| Усього     | 472       | 100%     |

## Символіка

### Герб

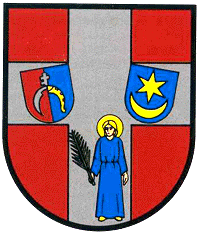
Герб Завалова

Герб Завалову надала Теофілія Яблоновська (Сєнявська). Затверджений у 1729 році.
На червоному полі — срібний хрест, у нижній частині якого святий Ян Непомуцький із пальмовою гілкою в руці. Над ним — два щитки навскіс: правий розтятий, у його правому червоному полі — срібна коса й трираменний хрест, у лівому лазуровому — половина золотої підкови; лівий — із золотим півмісяцем і зіркою на лазуровому полі.
Покровителем міста є святий Ян Непомуцький, канонізація якого відбулася 1729 року. Має право на життя й інше тлумачення: образ Святого Яна на давньому гербі був вміщений Теофілією Яблоновською на честь її сина Яна.

## Пам'ятки

### Природи
У селі зростає Завалівський платан — екзотичне дерево, ботанічна пам'ятка природи місцевого значення. Росте в межах садиби селянської спілки «Завалівська». Оголошене об'єктом природно-заповідного фонду рішенням виконкому Тернопільської обласної ради від 30 серпня 1990 року № 189. Перебуває у віданні місцевої селянської спілки. Площа 0,02 га. Під охороною — платан кленолистий віком 100 років, діаметр 99 см, гібрид платана східного і західного. Цінний у садово-парковому будівництві. Батьківщина — Балканський півострів, країни Близького та Середнього Сходу.
Біля села знаходиться ботанічний заказник місцевого значення Урочище «Вивірки».

### Архітектури
- церква святого Архистратига Михаїла (XIX століття, ПЦУ).
- церква Зіслання Святого Духа (1996, УГКЦ)
- каплиця Рачинських на цвинтарі.

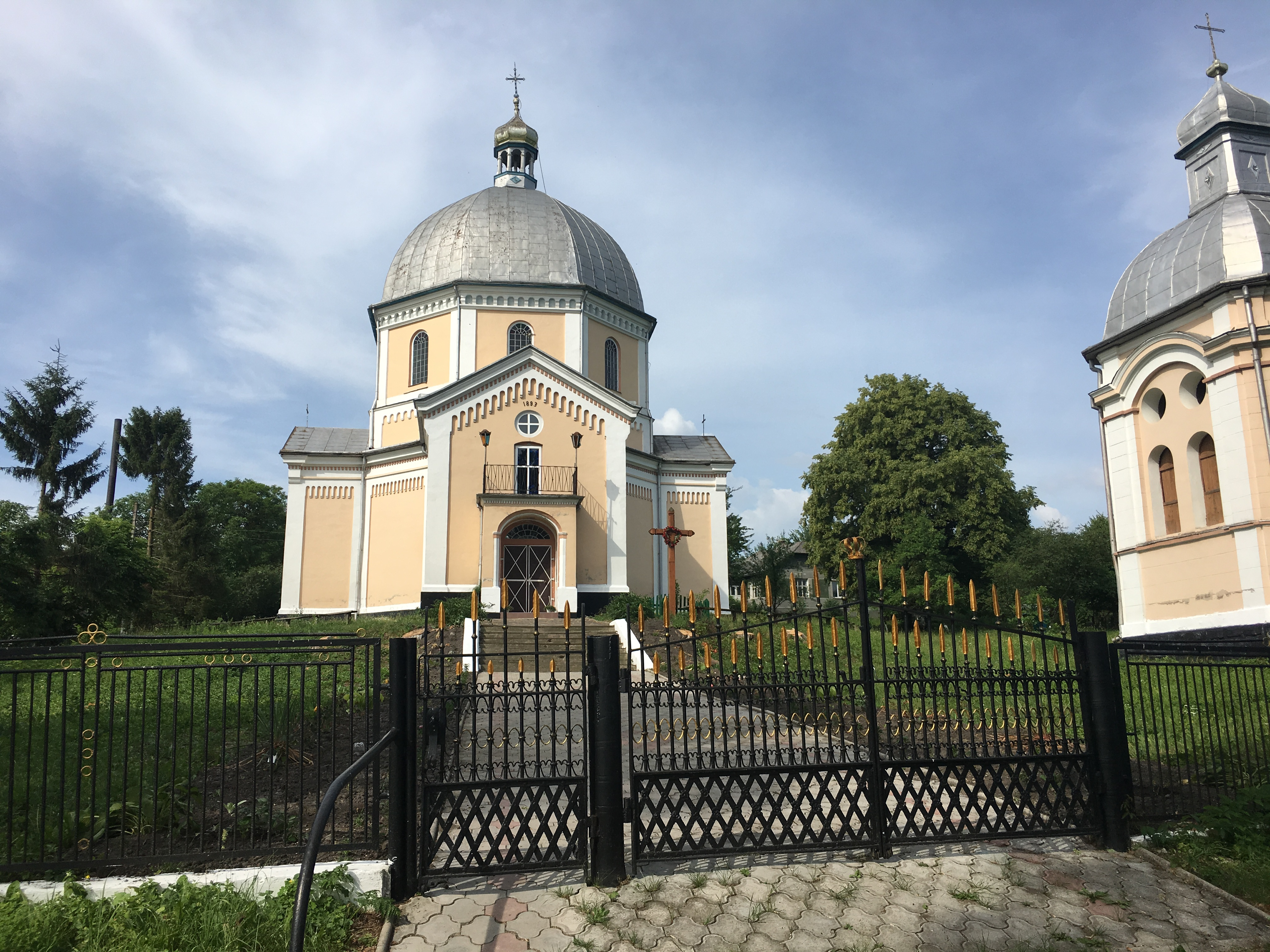
Храм св. Архистратига Михаїла (Завалів)
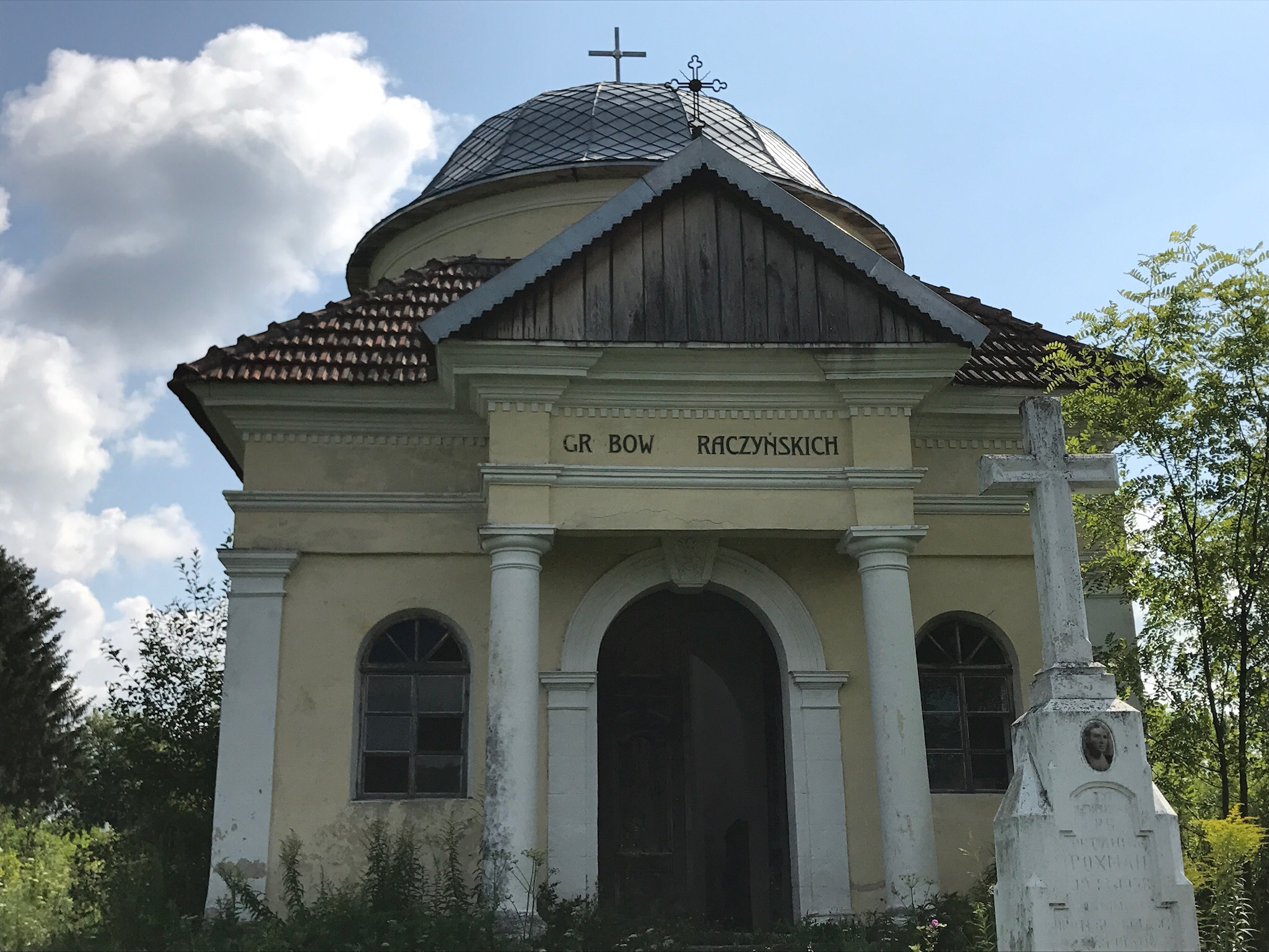
Каплиця Рачинських

Також у селі зберігся водяний млин, який є пам'яткою архітектури місцевого значення (охоронний номер 1267).

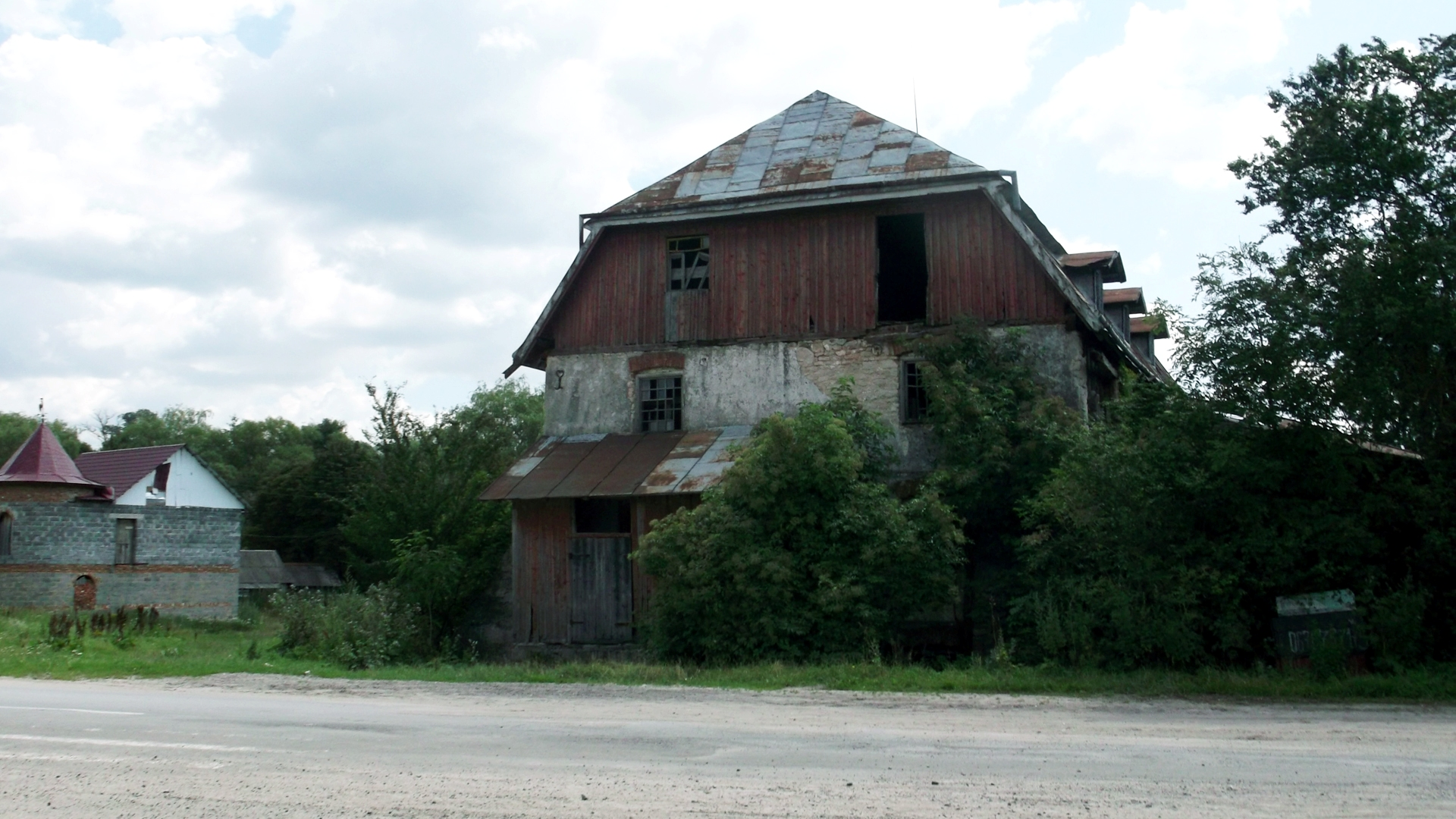
Вид на млин (липень 2017 року)
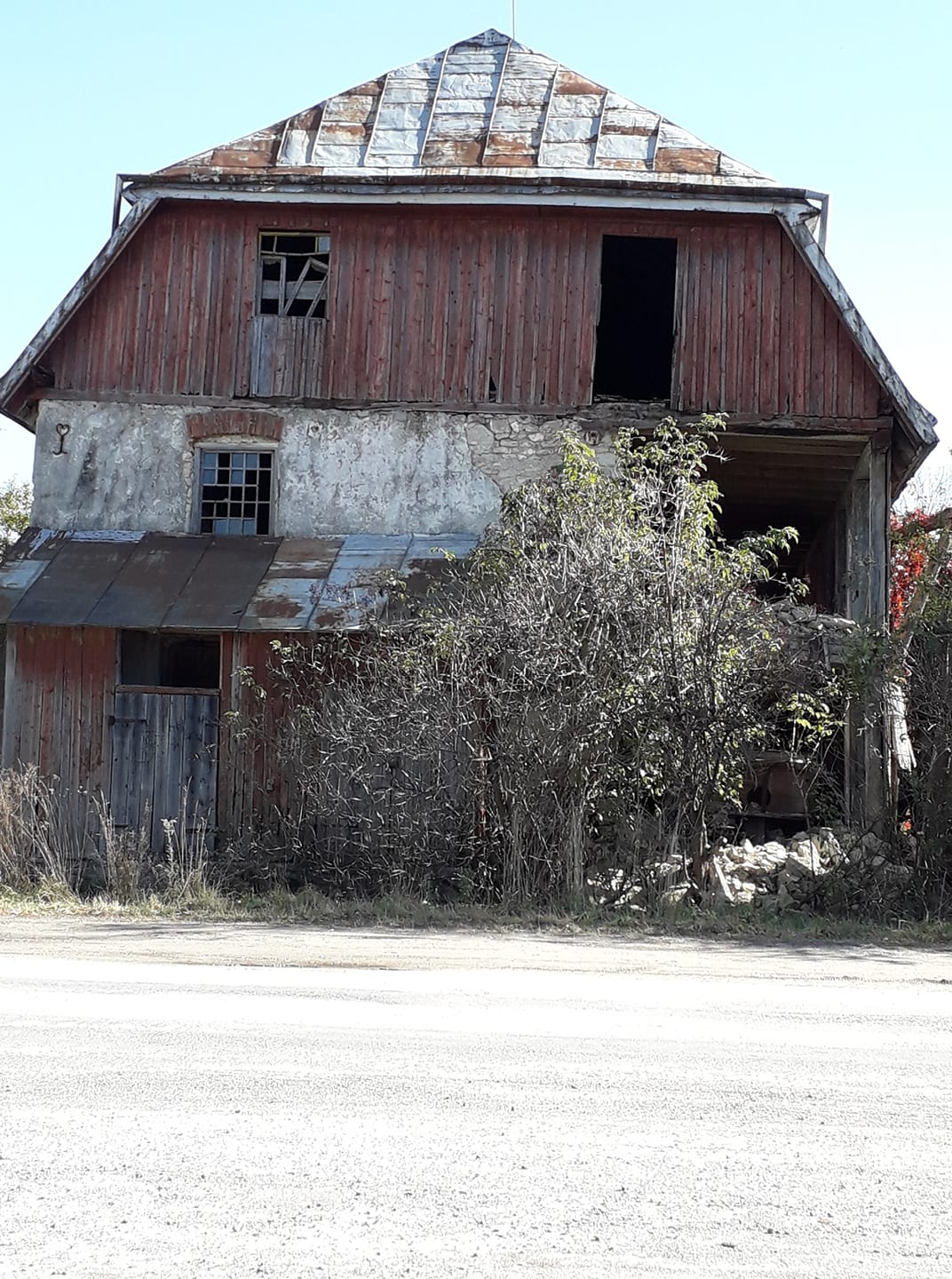
Млин зблизька
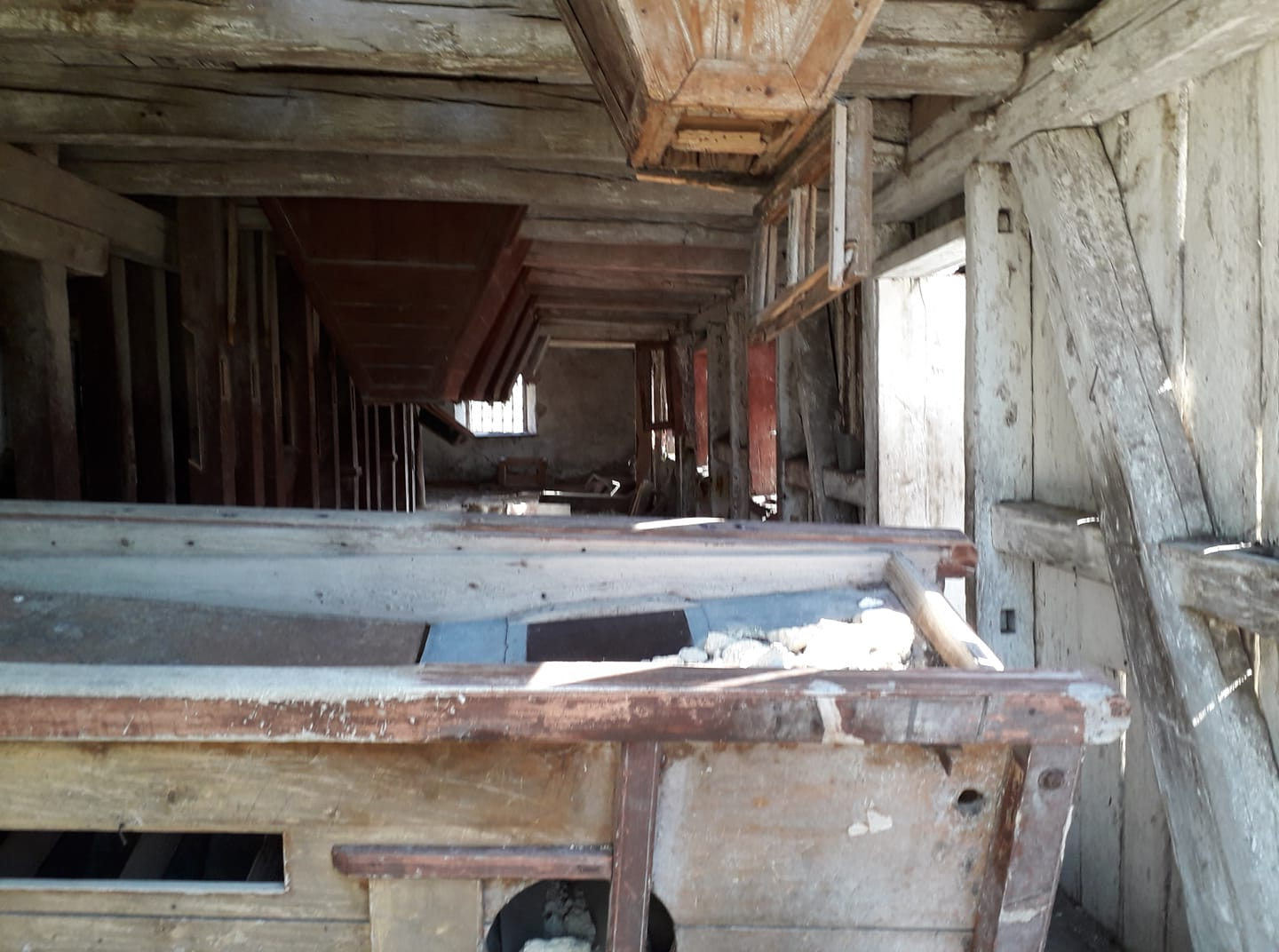
Вигляд зсередини
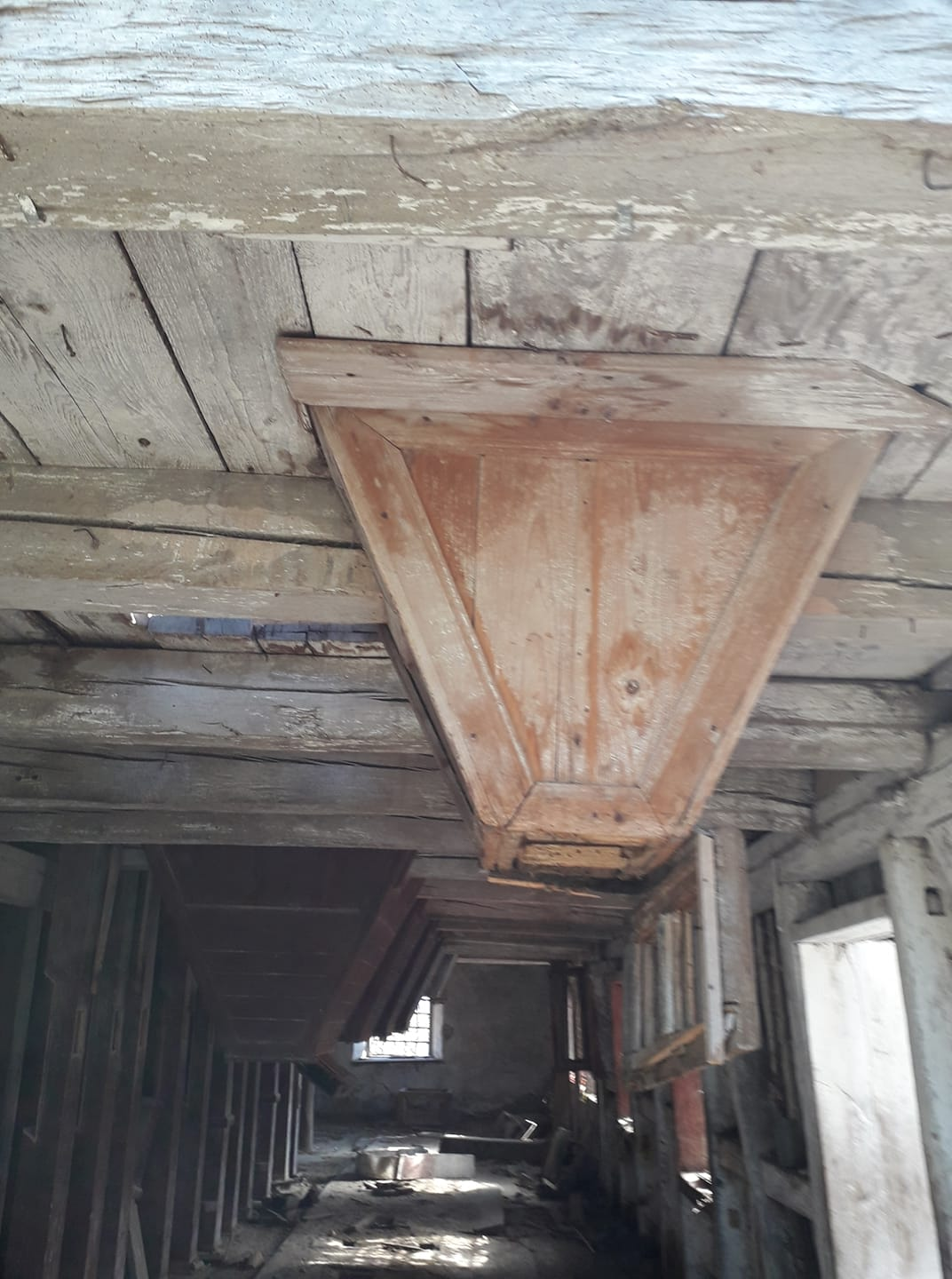
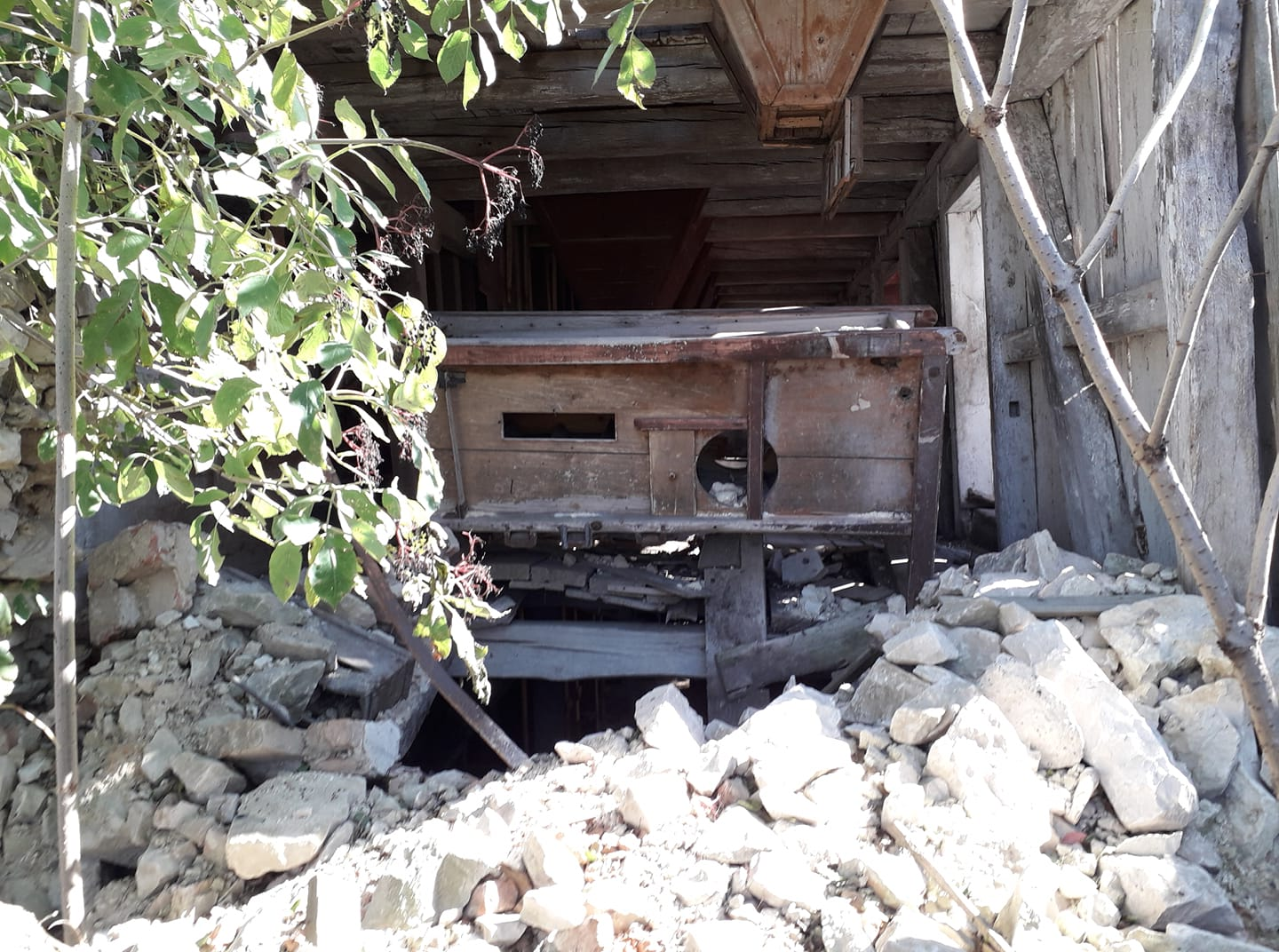
Рештки устаткування

У селі до другої світової війни був Завалівський замок, який не зберігся. Власниками замку були шляхтичі Маковецькі (зокрема, теребовлянські старости Рафал Казімєж Маковєцкі, його син Лука Францішек). З 1689 року — гетьман великий коронний Станіслав Ян Яблоновський; його онук Юзеф Александер надав кошти для фундації шпиталю в містечку, Пізніше — шляхтичі Рачинські (в середині XIX століття маєток придбав Климентій Рачинський).

## Пам'ятники
- «Турецький стовп» на честь перемоги над татарами.
- Символічна могила-курган Борцям за волю України (1992).
- Пам'ятний хрест на честь скасування панщини.
- Пам'ятник воїнам-односельцям, полеглим у німецько-радянській війні (1981).
- Обеліск на місці загибелі (1943) радянських партизанів загону Сидора Ковпака (1967).
- Братська могила воїнів Радянської армії.[25]
- Меморіальна таблиця на честь 150-ліття від дня народження Івана Франка. Барельєф виконаний Богданом Карим.[26]
- Скульптурні композиції Хресної дороги (скульптор — Дячун Богдан Орестович, 2006).

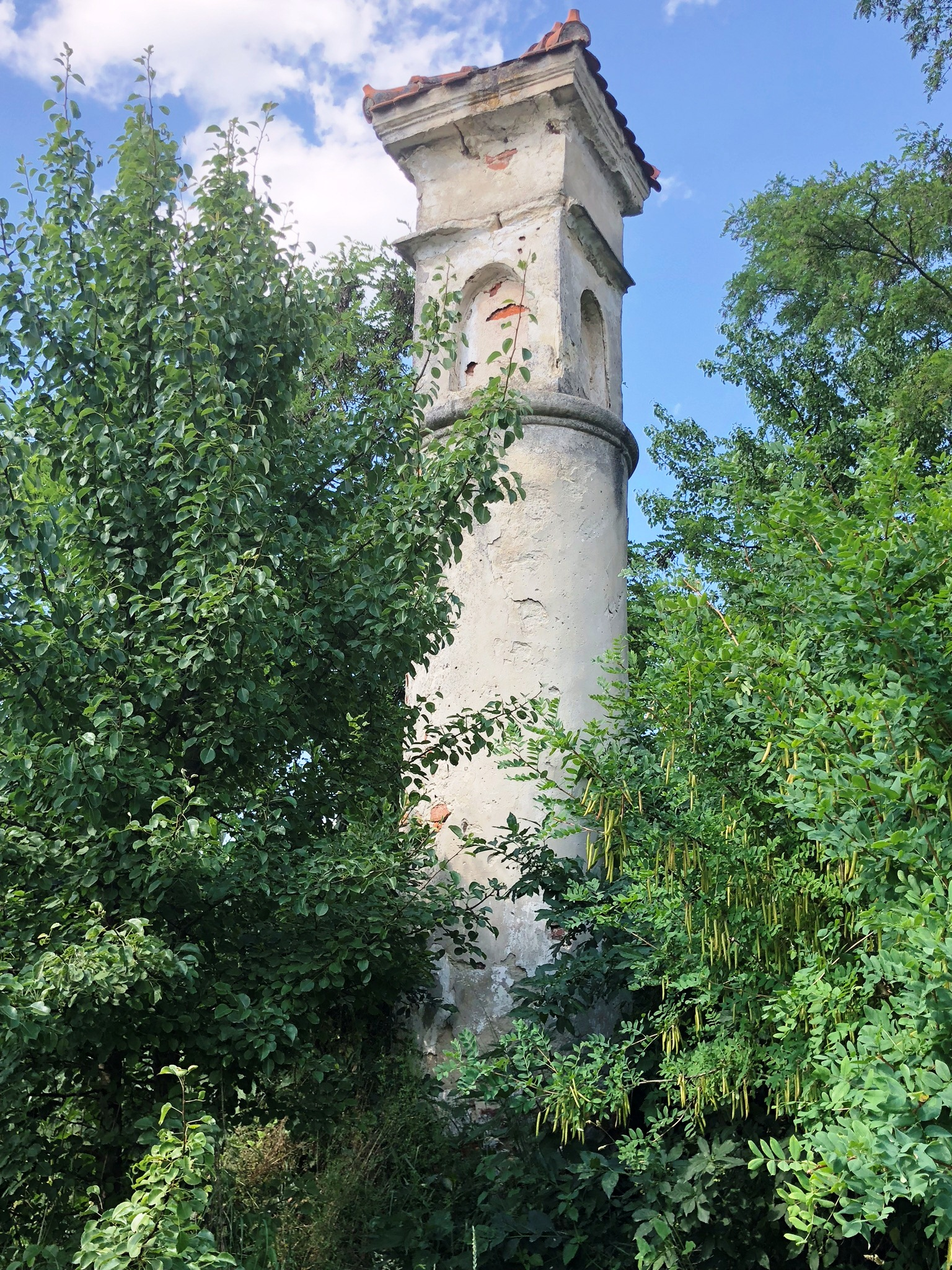
"Турецький стовп"
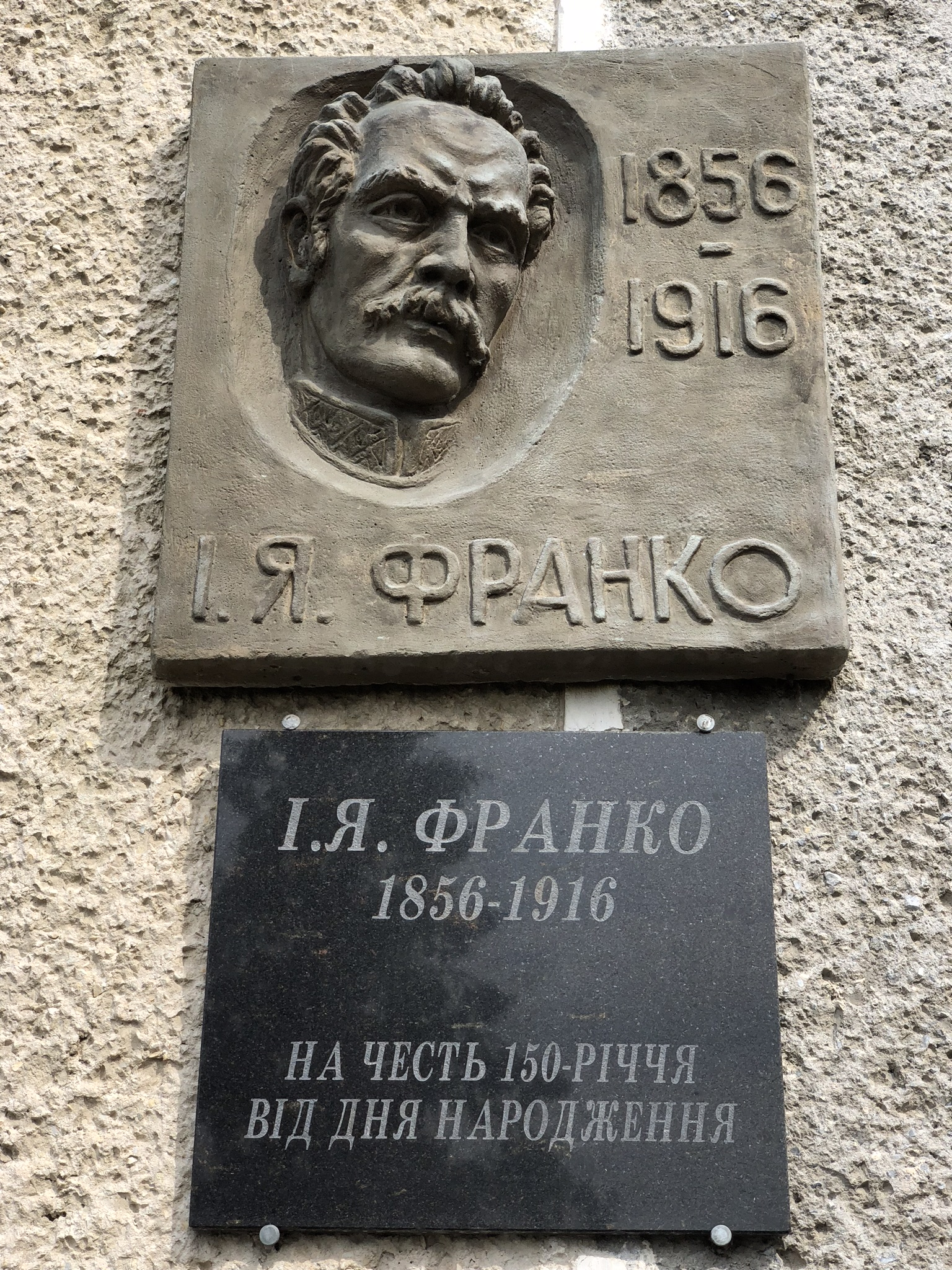
Меморіальна дошка та барельєф Івана Франка
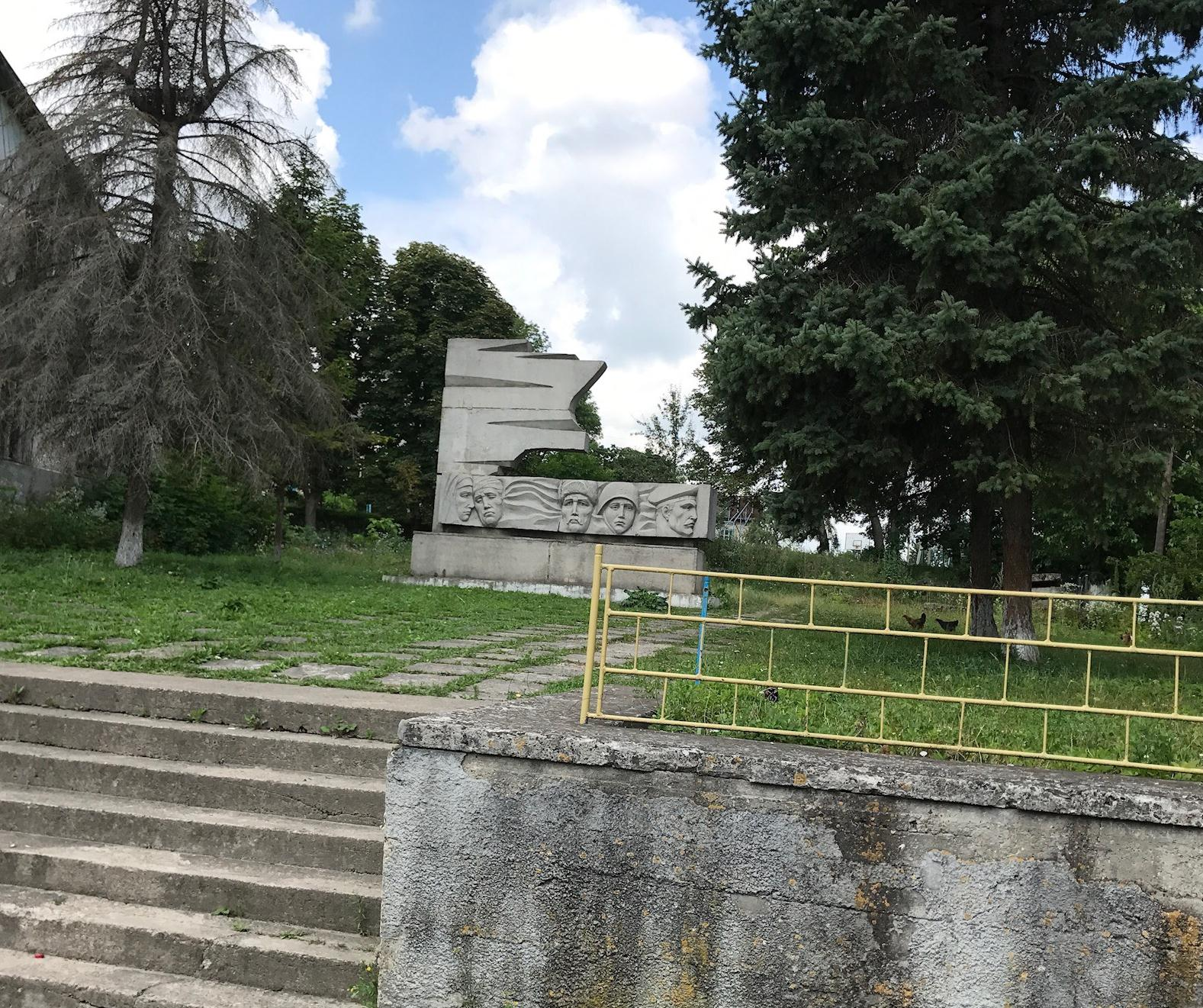
Пам'ятник воїнам-односельцям, полеглим у німецько-радянській війні

## Соціальна сфера
Діють Завалівська загальноосвітня школа I-III ступенів, Завалівське лісництво, бібліотека, амбулаторія, відділення зв'язку, пожежна бригада та 3 торговельні заклади.

## Відомі люди

### Народилися
- Роман Гузар — сотник УГА, кооператор.
- Рафал Маковецький — польський шляхтич, урядник Речі Посполитої, Теребовлянський староста.
- Францішек Лукаш Маковецький — польський шляхтич (син Рафала Маковецького), ротмістр, державний урядник Речі Посполитої, Теребовлянський староста.
- Ольга Гузар-Левицька (1860—1933) — громадська діячка, літераторка, перекладач, дружина Володимира Левицького (більше відомий за пседонімом Василь Лукич).
- Антін Манастирський — відомий український художник.
- Витовт Манастирський — український педагог, інженер-мірник, брат — Антіна Манастирського.
- Денис Теліщук — січовий стрілець, священик, в'язень ГУЛАГу.
- Роман Білецький та Юліан Білецький (1928—2007)[27]— одні з праведників народів світу[28]
- доктор Іван Горбачевський — священик УГКЦ, доктор теології, релігійний діяч.[29]
- Петро Сокольський (1883—1979) — громадський діяч, вояк УГА.[30].
- Галина Телішук — журналістка.[30]
- Євдокія Бабецька — депутат Верховної Ради СРСР 1-го скликання (1940—1946 рр.).[31]
- Роман Курис — американський та-український автор[32].

#### Жителі Завалова, які входили до бойових відділів Українських Січових Стрільців на 1 червня 1916 року
- Хрептак Петро (нар. 1895) — стрілець 1 сотні
- Білецький Євген (нар. 1895) — стрілець 2 сотні
- Кирильчук Микола (нар. 1891) — стрілець 2 сотні
- Числюх Михайло (нар. 1897) — стрілець 4 сотні
- Білецький Євген (нар. 1897) — стрілець технічної сотні.[15]

#### Уродженці села Завалів— члени ОУН та вояки УПА
- Банах Володимир Миколайович — вояк УПА з 1943 року, місце загибелі невідоме.
- Банах Степан Миколайович, брат Володимира, (нар. 1922) — підпільник ОУН ще з 1941 року, член УПА, загинув у Карпатах.
- Банах Степан Володимирович — член ОУН, зв'язковий.
- Батик Микола (псевдо «Олесь», «Рись», 1926—1946) — підрайоновий провідник Юнацтва ОУН. заарештований МДБ і розстріляний у Чорткові у 1946 році.
- Білецький Володимир (нар. 1927) — симпатик ОУН, засуджений на 25 років, відбув заслання в Караганді.
- Білецький Михайло (1929—1999) — симпатик ОУН, засуджений на 25 років, відбув заслання у Воркуті. Помер та похований у Завалові.
- Вергун Дмитро — український військовик, сотник УПА.
- Вергун Ярослав — симпатик ОУН, помер і похований в с. Завалів.
- Дідора Богдан (псевдо «Гудима») — перший організатор ОУН в селі Завалів, член головного проводу ОУН. Помер у Нью-Йорку у 1951 році.
- Дідора Роман, (1907—1995) — станичний ОУН села Завалова. Брат Богдана Дідора. Помер та похований в селі Завалові.
- Дідора Михайло (нар. 1910) — член ОУН, за допомогу ОУН-УПА був засуджений і відбув 10-ти річну каторгу, помер в селі Завалів.
- Дідора Орест (нар. 1926) — член Юнацтва ОУН, вояк української дивізії «Галичина».
- Жирський Роман — член ОУН з 1939 року, пропав безвісти.
- Козак Степан Михайлович (нар. 1922) — член ОУН, за допомогу ОУН-УПА був засуджений і відбув 10 років каторги в Сибіру. Помер в с. Завалів.
- Кифор Володимир Ярославович — член ОУН, помер у 1994 році і похований на цвинтарі села Заставче.
- Кифор Іван (1923—1944) — вояк УПА, заарештований Вінницьким МДБ 1 квітня 1944 року і розстріляний 22 листопада того ж року, реабілітований посмертно у 1993 році.
- Кифор Михайло (Климінків) — за зв'язки з ОУН-УПА засуджений на 10 років.
- Лужний Михайло (псевдо «Зір», 1925—1947) — ланковий Юнацтва ОУН, учасник УПА, загинув у Завалові там похоронений.
- Лужний Петро (нар. 1921) — учасник УПА, брат Михайла Лужного, загинув у Бокові.
- Лужний Роман — член ОУН, арештований Підгаєцьким райвідділом НКВС у 1940 році, помер на засланні у Сибіру.
- Масляк Олександер (нар. 1914) — член ОУН, учасник ДУН, старшина української дивізії «Галичина», помер у Канаді.
- Масляк Богдан (псевдо «Вій», 1918—1947) — був на підстаршинському вишколі Українській Дивізії «Галичина», брат Олександра та Володимира Масляків. Після бою під Бродами здезертирував та перейшов до УПА. Загинув у перестрілці з участковим міліції в селі Лиса у 1947 році, тіло забрали до Підгаєць, місце поховання невідоме.
- Масляк Володимир (нар. 1921) — член ОУН, брат Олександра та Богдана, заарештований німцями, перебував у Люблінській в'язниці у Польщі, помер у Канаді.
- Михайлюк (Марницька) Ліда (нар. 1926) — зв'язкова УПА, арештована Чортківським КДБ, засуджена на 10 років, відбула сибірську каторгу.
- Моравський Мирон — член ОУН, засуджений на 10 років, загинув у таборі в Сибіру.
- Моравський Михайло — виховник доросту «Просвіти», карався в польських тюрмах, член ОУН з 1939 року, арештований НКВС у 1939 році і замордований у Тернопільській в'язниці НКВС у 1940 році.
- Моравський Степан — член ОУН з 1939 року, брат Михайла Моравського. Заарештований НКВС у 1939 році і замордований у Тернопільській в'язниці НКВС у 1940 році.
- Панас Володимир — член УПА з 1943 року, місце загибелі невідоме.
- Рокецький Микола (1922—1948) — член УПА-СБ, загинув у бою 1948 року, похований у братській могилі в селі Завалів.
- Сокольський Богдан — громадський активіст, вояк Української дивізії «Галичина».
- Сокольський Роман — голова Спілки української молоді в с. Завалів, член УПА, вояк української дивізії «Галичина».
- д-р Сокольський Остап — вояк УПА, вояк Української дивізії «Галичина», доктор наук, заслужений громадський діяч, журналіст.
- Солтис Ярослав (псевдо «Рух», 1921—1948) — учасник УПА-СБ, пройшов вишкіл у Карпатах, заарештований МДБ і розстріляний у Чорткові у 1946 році.
- Солтис Теофіль (1928—1995) — член Юнацтва ОУН, брат Ярослава Солтиса, вояк Дивізії УНА, помер у Великій Британії у 1995 році.
- Теліщук Іван (нар. 1923) — член УПА, загинув на Волині.
- Фуч Володимир — симпатик ОУН, допомагав у ремонті зброї воїнам УПА, засуджений на 10 років. Повернувшись із сибірської каторги, помер у селі Завалів.
- Чубан Роман (псевдо «Граб») — член ОУН-УПА, заарештований НКВС в Завалові у криївці в 1946 році, подальша доля його невідома.
- Чудакевич Степан (нар. 1901) — за зв'язки з ОУН-УПА арештований у 1947 році, засуджений на 10 років, відбував заслання у Воркуті, помер у Завалові.

#### Список полеглих вояків 1-ї Української Дивізії УНА
- Форемський Володимир (1924—1944) — загинув у бою 1944 року.
- Чубан Степан (1923—1945) — загинув у бою в квітні 1945 року в м. Фельдах, де й похований.
- Чудакевич Петро (1925—1944) — загинув у бою в жовтні 1944 року.
- Яблонський Евген (1924—1944) — загинув у бою 1944 року в Згежі (Польща), де й похований.

### Пов'язані із селом
- Віктор Ян Володкович (1850-?) — шляхтич роду Володковичів гербу Радван, орендував землі в Завалові і Берездівцях.[33]
- др. Климентій Рачинський — віденський адвокат, українець з боярського роду, дідич Завалова з 1847 року.
- Олександр Стефан Рачинський — дідич Завалова та Завалівського замку.
- о. Гузар Дмитро — священник УГКЦ, парох, батько Ольги Гузар-Левицької, прадід кардинала Любомира Гузара.[12]
- Ігор Євгенович Сиван — педагог, вчитель фізики, відмінник народної освіти
- Фостій Марія Йосипівна — заслужена вчителька Української РСР, депутат Верховної Ради УРСР 8-9 скликання, відмінник народної освіти, кавалер ордена Трудового Червоного Прапора та медалі ім. Макаренка, українська радянська діячка, заступник директора Завалівської середньої школи Бережанського району Тернопільської області.[34]

#### Проживали, перебували
- У селі закінчила середню школу українська поетка Оксана Сенатович.
- У боях першої світової війни у селі загинув січовик-поет Іван Балюк. Могила чотаря Івана Балюка знаходиться на цвинтарі села Завалів.[35][36]
- Учасник національно-державницького руху, поет, автор самвидаву, підприємець, меценат Рокецький Володимир Юліанович закінчив Завалівську середню школу.
- Педагог, краєзнавець Володимир Чистух (нар. 1957, Яблунівка).
- Куца Минодора Миколаївна — педагог, депутат, виховник національно-патріотичного освітньо-молодіжного товариства «Сокільський Доріст», член Народного руху України і товариства «Знання», громадський діяч, письменниця.

## Галерея

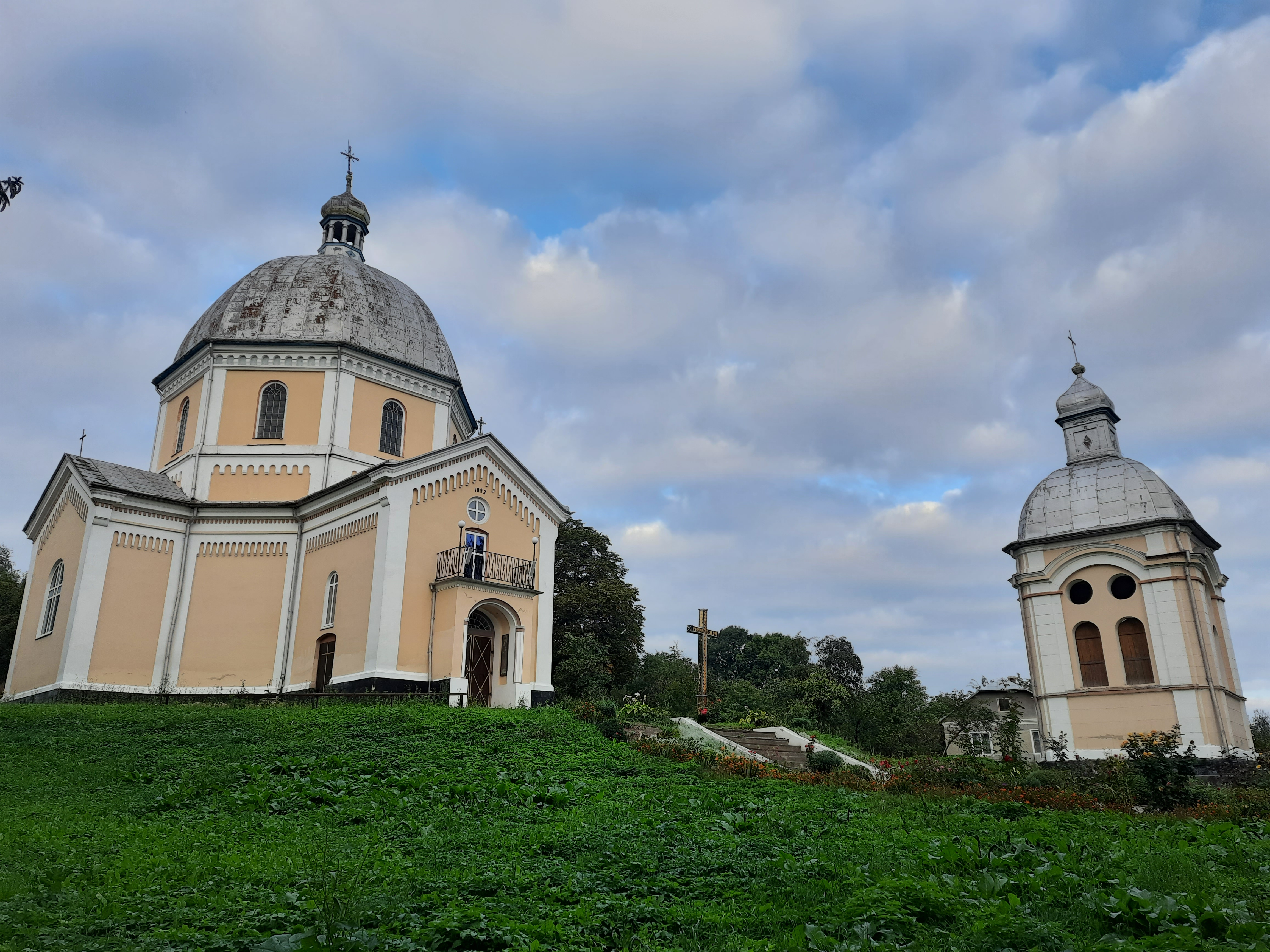
Церква Святого Архистратига Михаїла
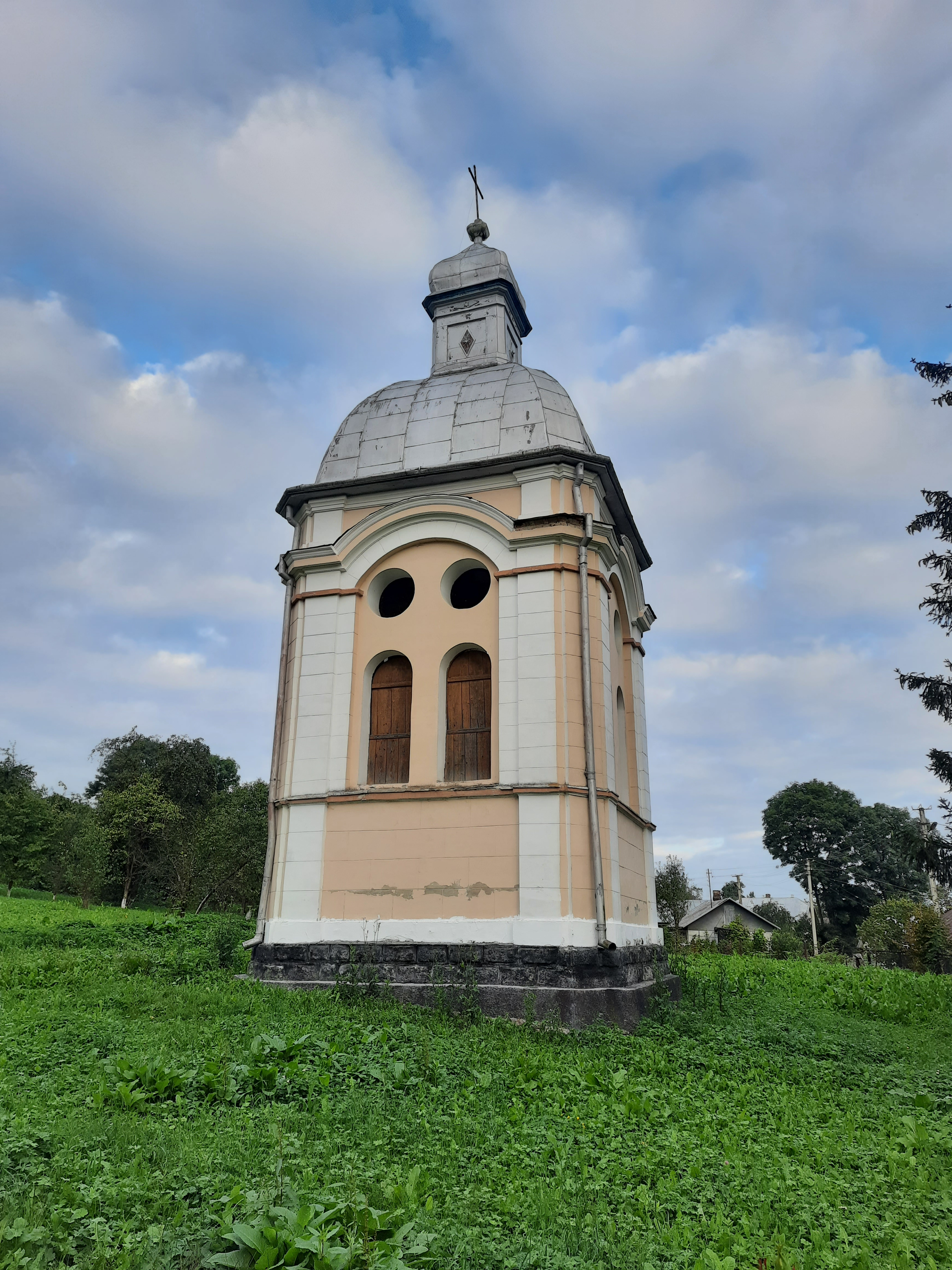
Дзвіниця церкви архистратига Михаїла
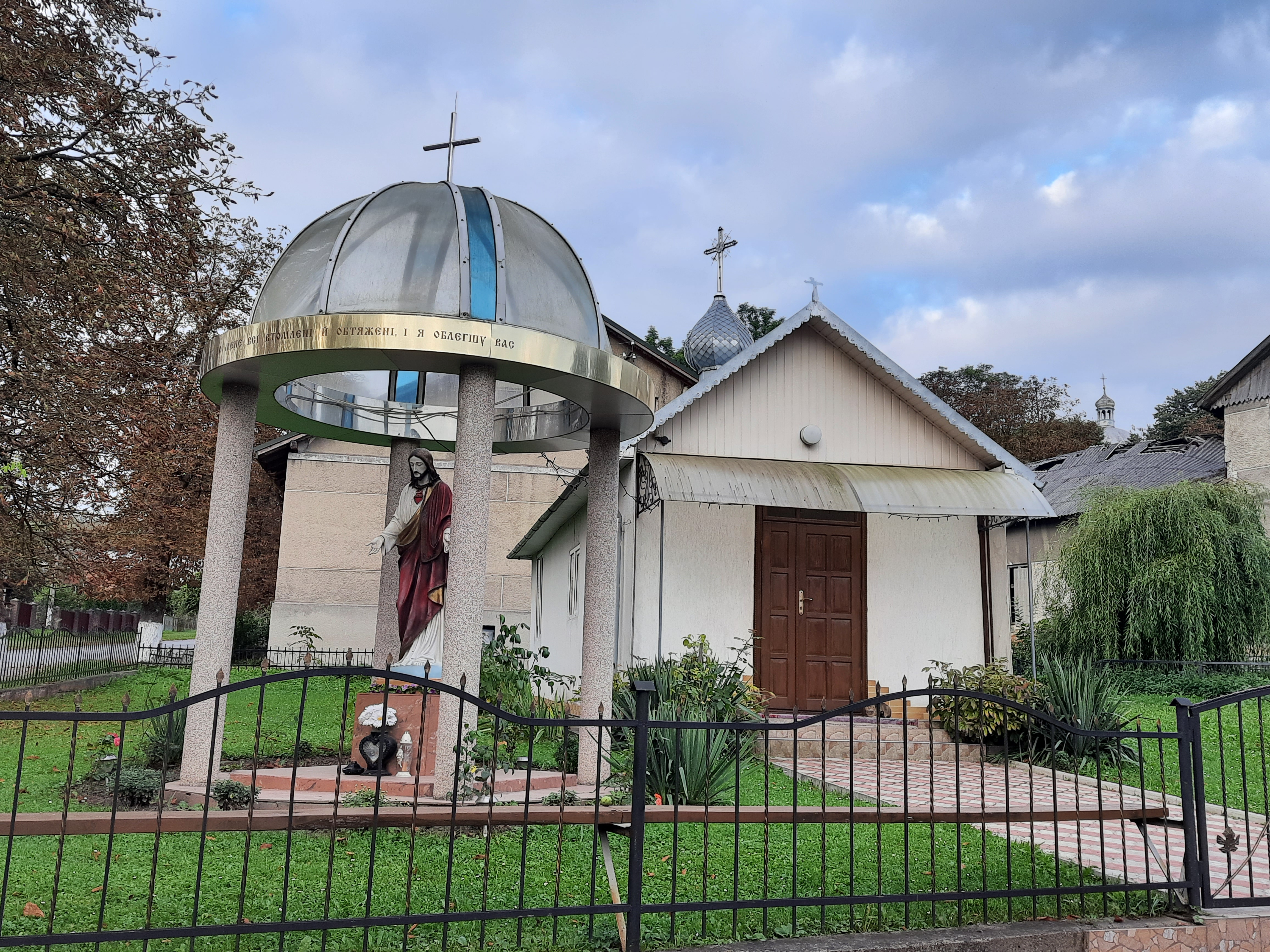
Церква Зіслання Святого Духа
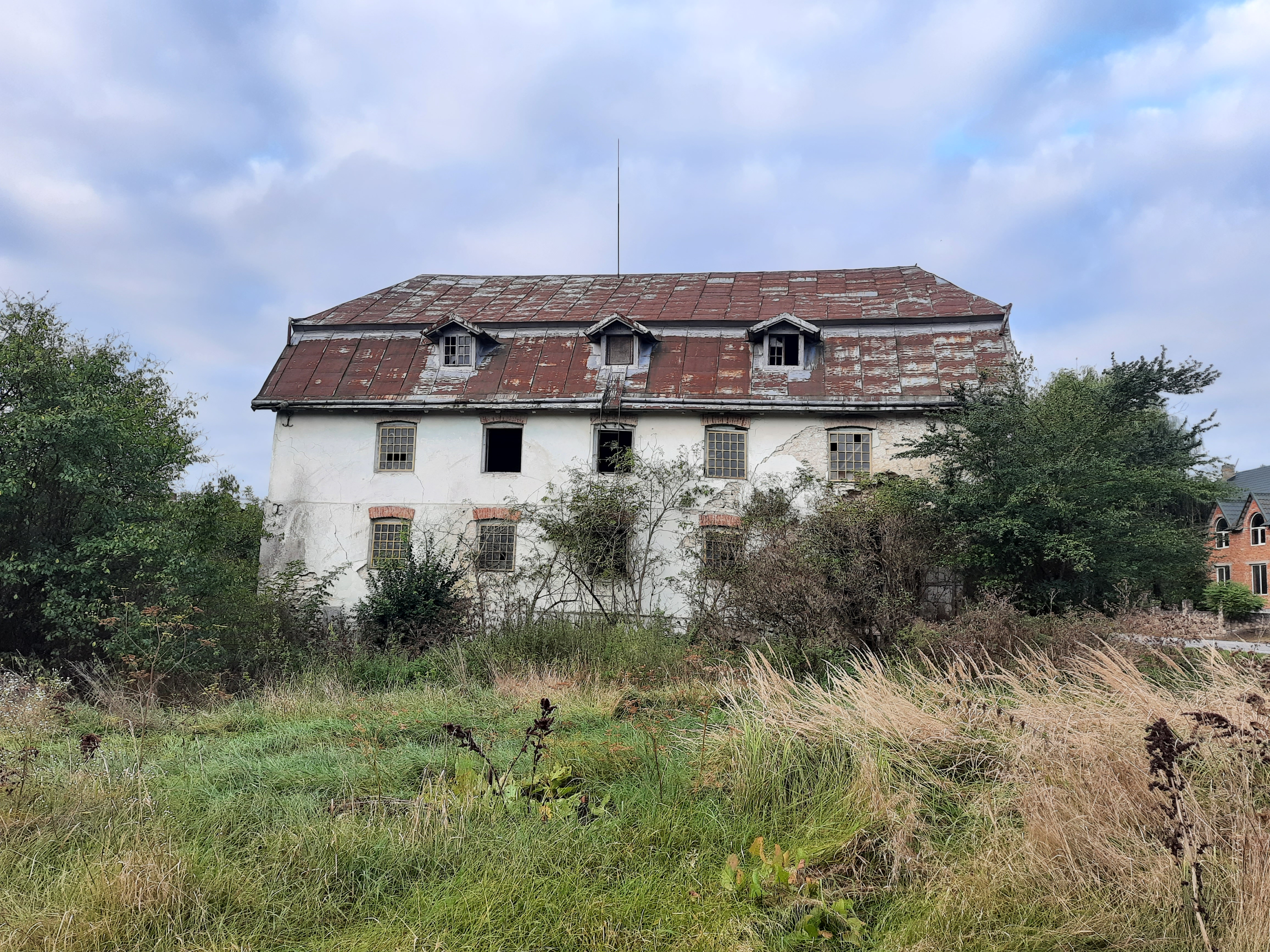
Водяний млин
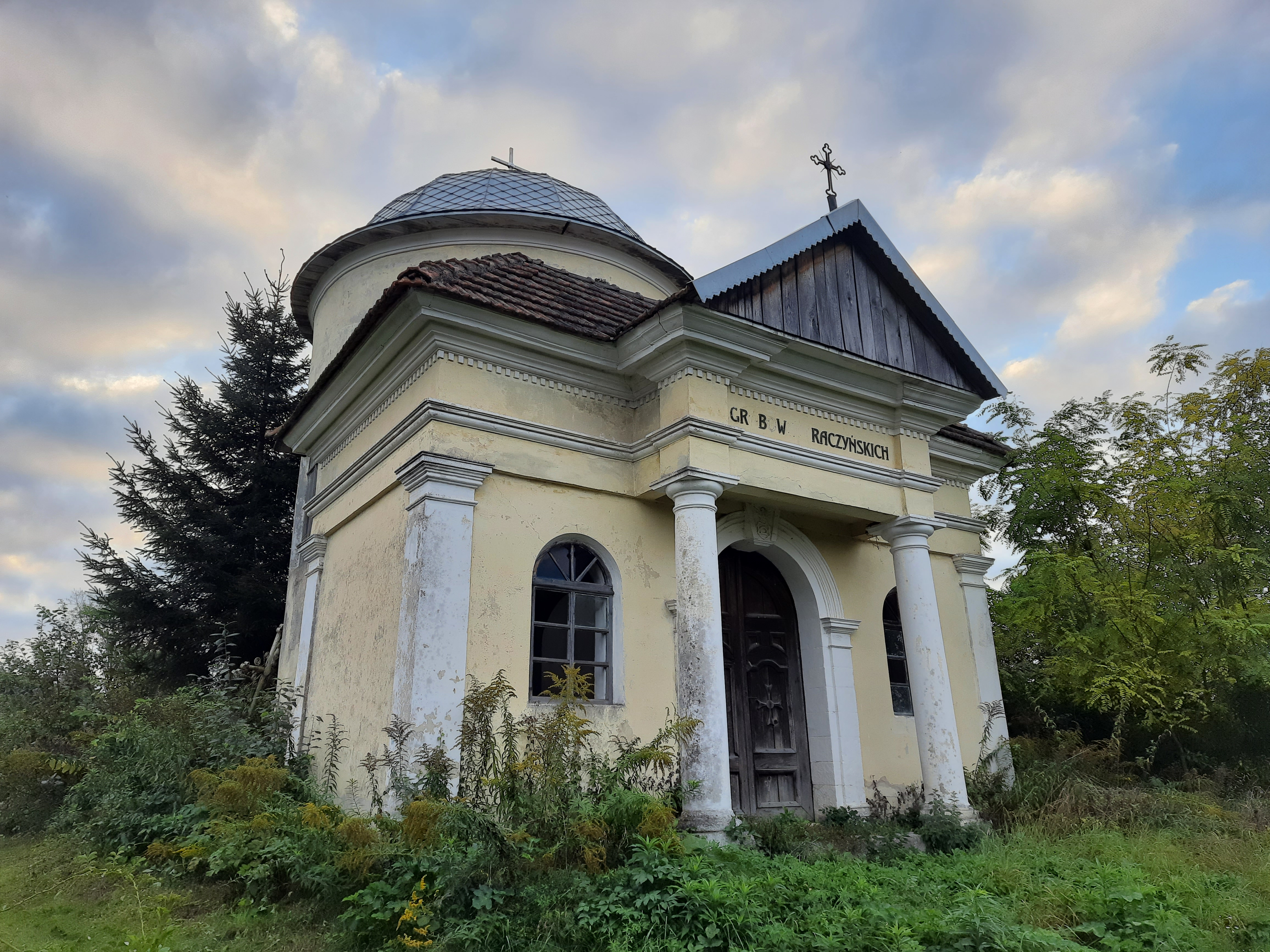
Гробівець Рачинських
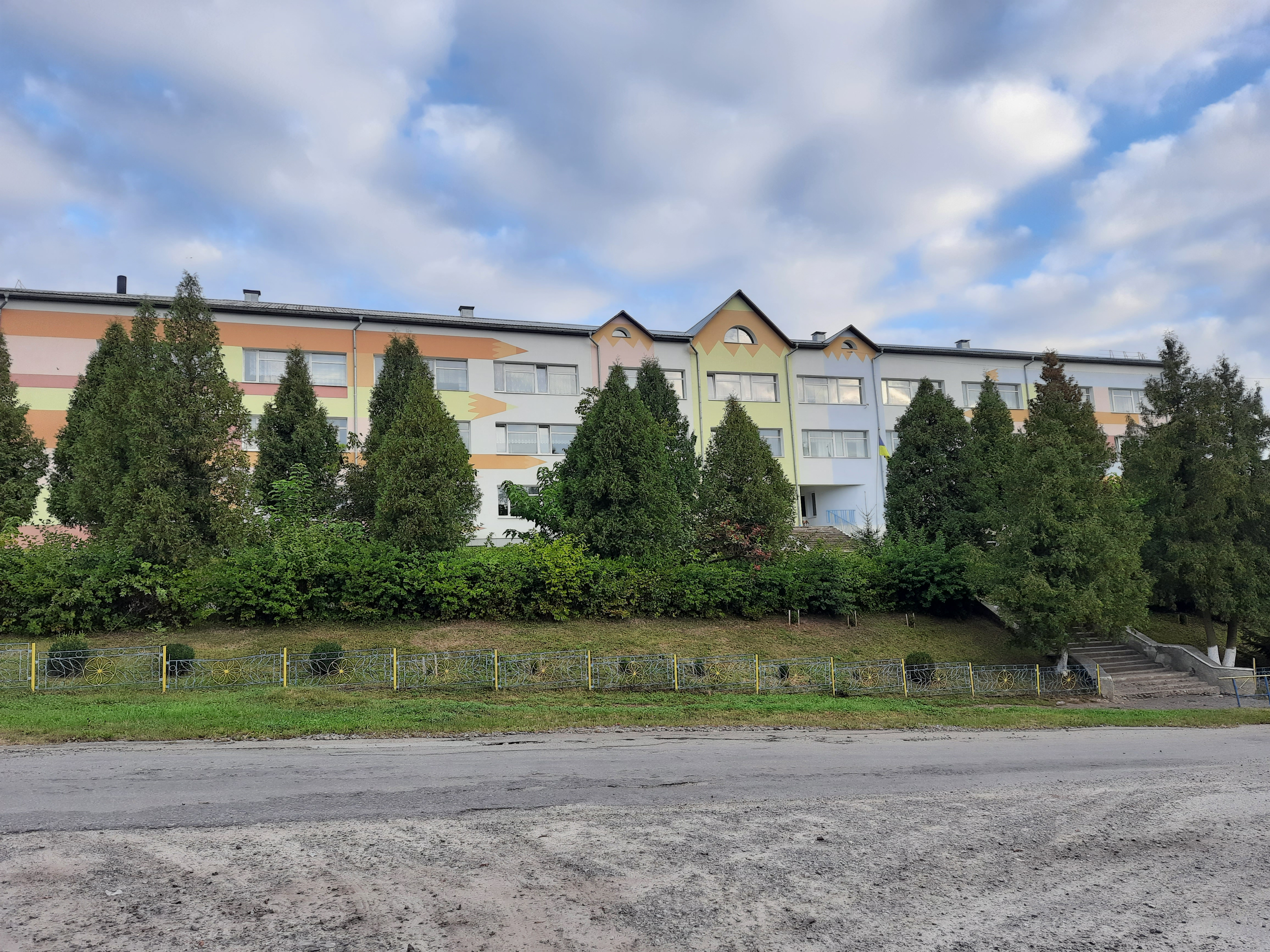
Школа
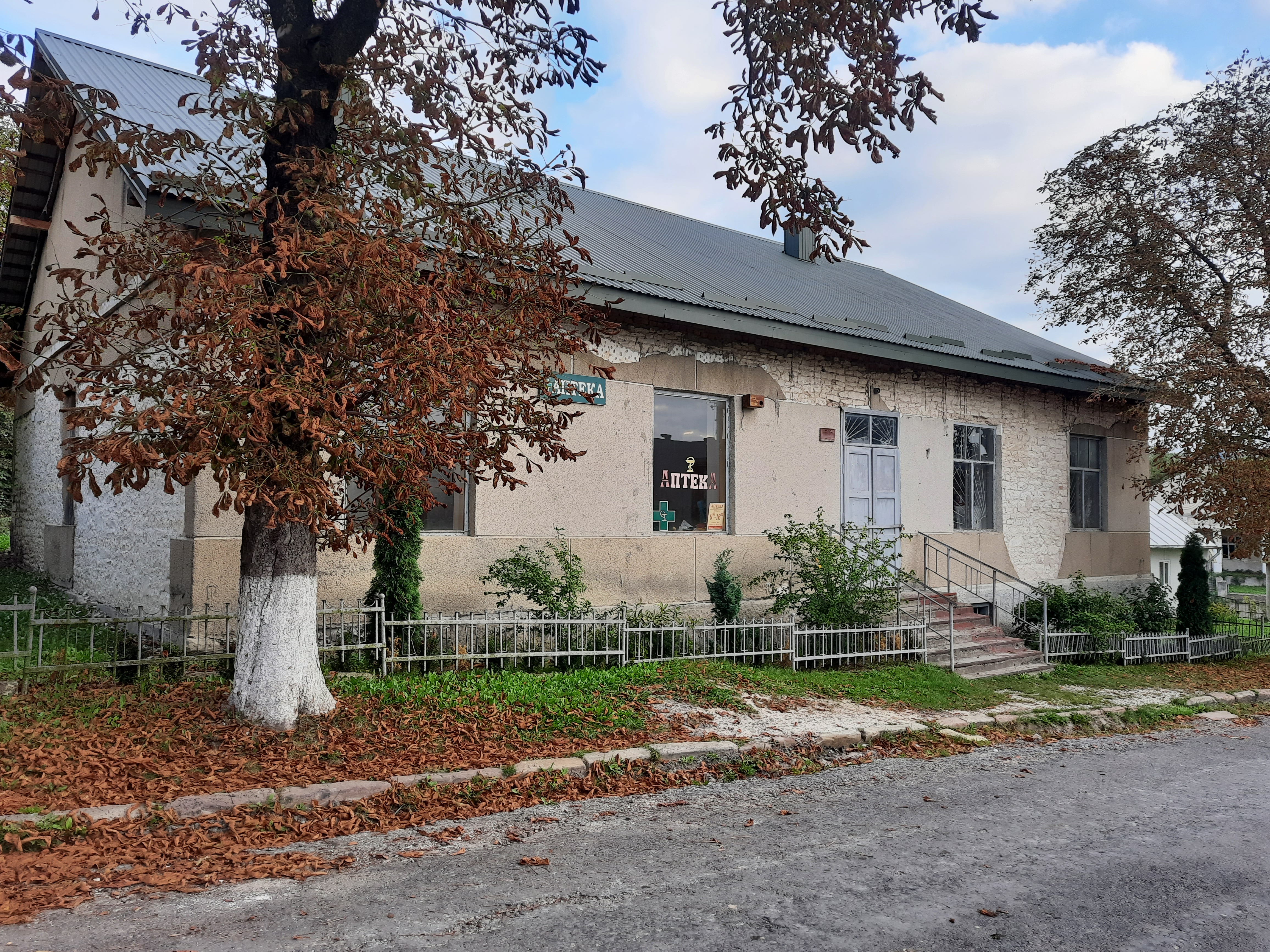
Аптека
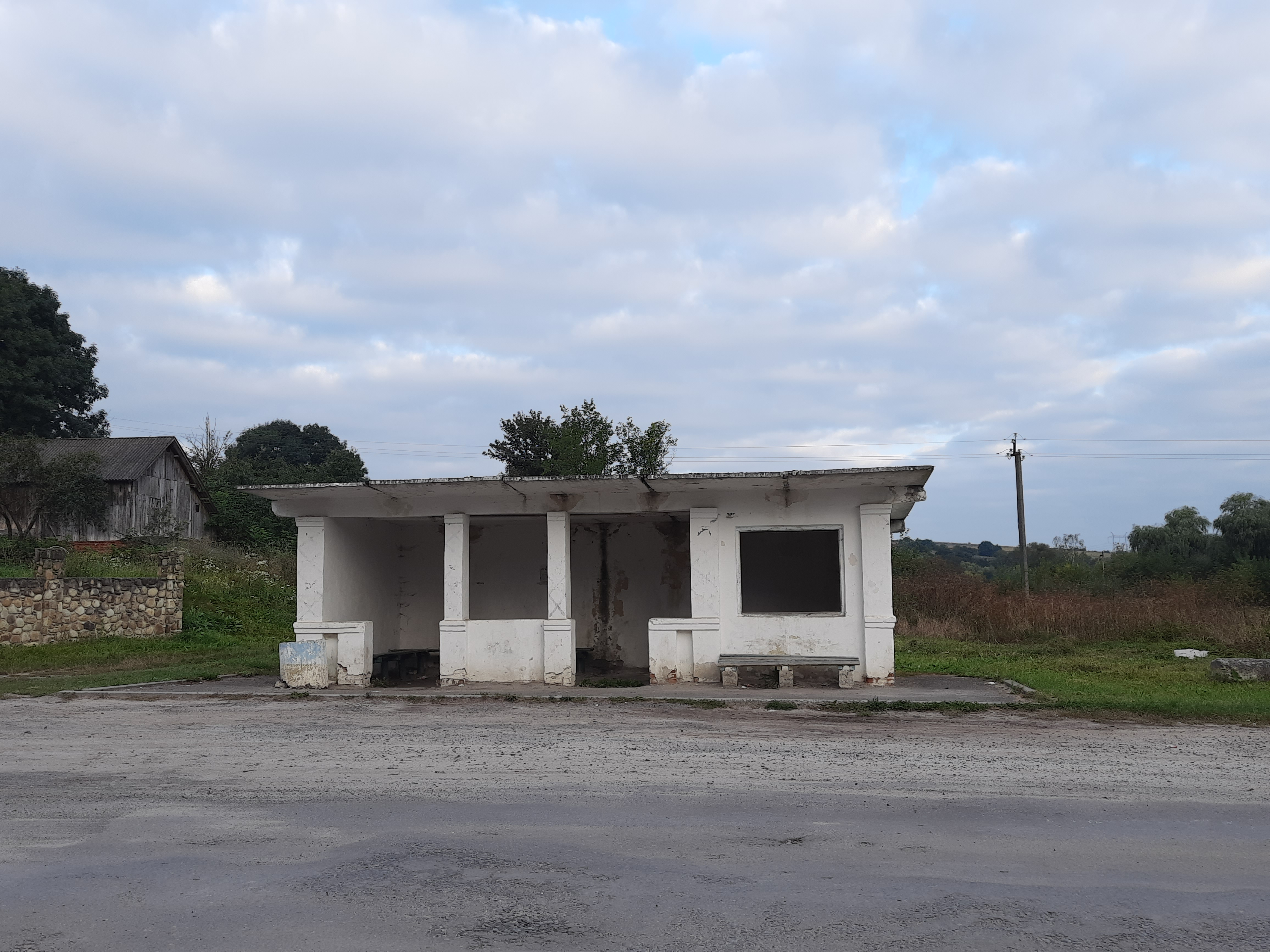
Автобусна зупинка
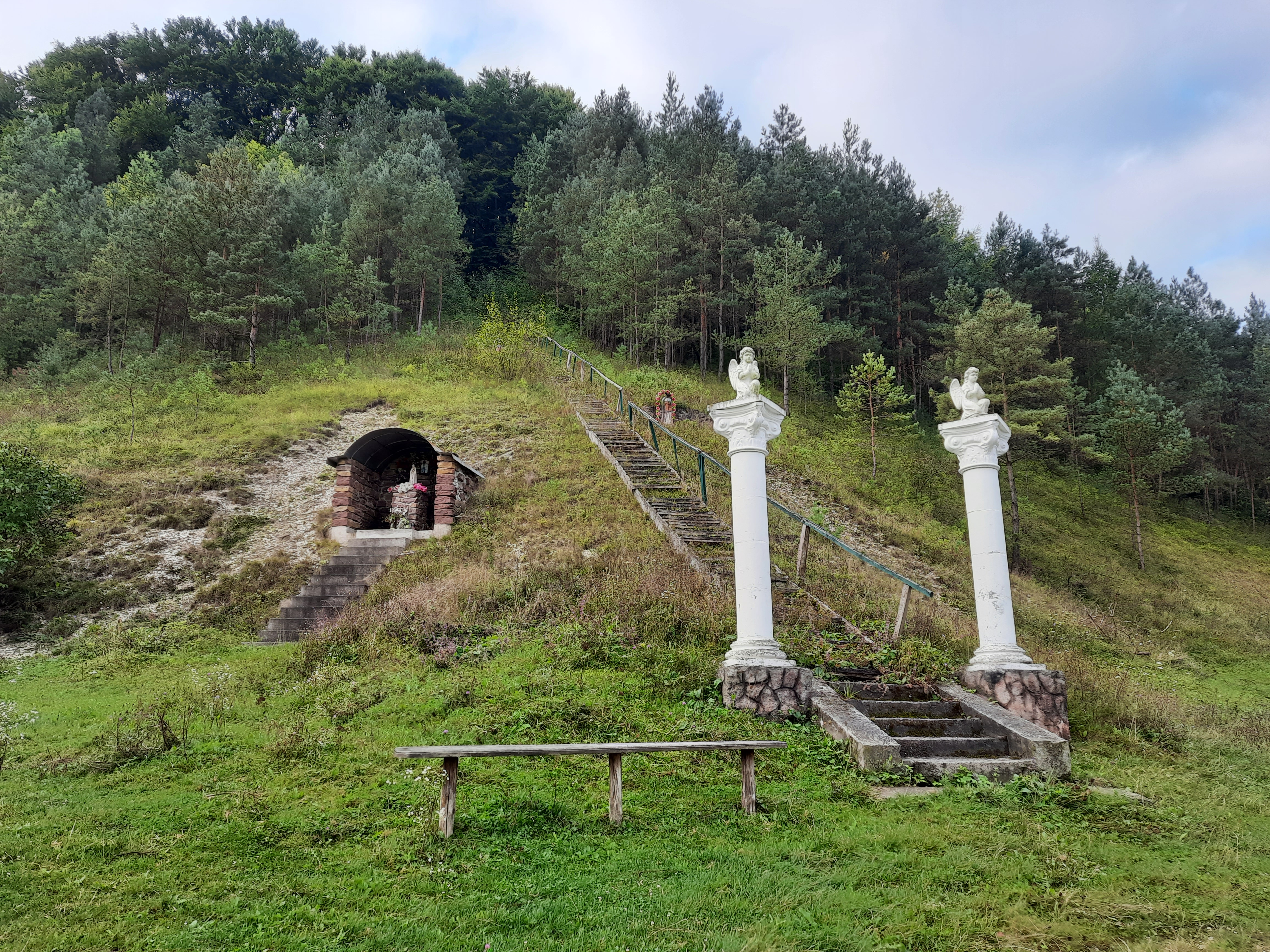
Околиця села